# Calophasia nobilis
Calophasia nobilis là một loài bướm đêm trong họ Noctuidae.